# 高昇泰
高 昇泰（こう しょうたい）は、大中国の皇帝。

## 生涯
岳侯高方の末裔で、点蒼山蓮花峰の麓に位置した芒湧渓の出身とされる。大理で清平官の位にあったが、広安4年（1080年）に上徳帝が楊義貞に殺害されると、高昇泰は父の高智昇の命を受けて、東方の兵を率いて楊義貞を攻め滅ぼし、上徳帝の甥の段寿輝を皇帝に立てた（上明帝）。上明元年（1081年）、鄯闡侯に封じられた。父と共に上明帝に出家を迫って段正明に譲位させた（保定帝）。天祐4年（1094年）、専権を振るっていた高昇泰は保定帝を廃して自ら即位し、国号を大中とした。
即位した高昇泰は弟の高昇祥を鄯闡府に、幼少の子である高泰賢を永昌府、高泰運を騰衝府、高泰慧を鄯巨府に、それぞれ分封した。1095年に上治と改元したが、同年の内に病に倒れ、雲南の諸部族の大中への反対に鑑みて、子の高泰明に対して段氏に王位を返還するように遺言して世を去った。高泰明は保定帝の弟の段正淳を皇帝に擁立し（文安帝）、大中国から復した後の大理は後理とも呼ばれ、代々高氏を宰相としたが実権は高氏にあり、国人は「高国主」と称した。